# 壕子口街道
壕子口街道，是中华人民共和国四川省内江市市中区下辖的一个乡镇级行政单位。

## 行政区划
壕子口街道下辖以下地区：
内棉社区、内锻社区、内铁社区、壕子口路社区、松山社区和苏家桥社区。